# Ingin Jaya (Rantau)
Ingin Jaya is een bestuurslaag in het regentschap Aceh Tamiang van de provincie Atjeh, Indonesië. Ingin Jaya telt 1999 inwoners (volkstelling 2010).